# 渾鐬
渾鐬（?—?），唐朝将领，渾瑊第三子。
以恩荫起家补诸卫参军，历任诸卫将军。出任丰州刺史、天德军使，大和四年（830年）九月，贪赃七百万钱（七千贯），贬为袁州司户，唐文宗以他是功臣之子，从轻发落。大和五年（831年），征为袁王傅，复赐金紫，升任至太子詹事。甘露之变，有人说浑鐬藏匿贾餗，被百骑所捕，苦辨获免，家产被兵劫掠殆尽。唐文宗可怜他，让他担任少府监，升任殿中监。开成初年，宰相想让他担任寿州刺史，文宗说：“渾鐬，是勋臣子弟，岂能委任他治民？仲尼有言，‘不如多与之邑’，现在我念其先人之功，让他致富就可以了。”宰相说浑鐬曾经有地方治绩，于是拜为寿州刺史。开成三年（838年），入朝为右金吾卫大将军、知街事，历任诸卫大将军，振武軍節度使，去世。